# Осада Малаги (1487)
Осада Малаги происходила с 7 мая по 18 августа 1487 года, на завершающем этапе Реконкисты, и закончилась переходом города Малага — второго по величине в Гранадском эмирате и самого важного его порта — во владение «католических монархов». Эта потеря предрешила падение Гранады четыре года спустя. Большая часть выжившего населения мусульманского города была порабощена или казнена завоевателями. Это был первый конфликт, в котором использовались особые транспортные средства для перевозки раненых.

## Историческая подоплёка

Гранадский эмират в 1462 году

В 1487 году Малага стала главной целью кампании католических монархов против Гранадского эмирата, который неуклонно уступал территорию силам кастильской короны. Король Фердинанд II выдвинулся в сторону этого порта из Кордовы с армией из 20 000 всадников, 50 000 пехотинцев и 8 000 солдат поддержки. Этот контингент присоединился к артиллерии под командованием Франсиско Рамиреса де Мадрида, которая покинула Эсиху. Армия решила сначала атаковать укрепление Велес-Малага, а затем продолжить движение на запад к Малаге. Когда лазутчики сообщили им о передвижениях христиан, жители Велеса бежали в горы Альпухаррас и замок Бентомиз.
Испанцы достигли Велес-Малаги 17 апреля после долгого продвижения по труднопроходимой местности. Через несколько дней прибыли более легкие осадные машины. Перевезти более тяжелые по плохим дорогам оказалось невозможным. Эмир Мухаммад XIII предпринял попытку освободить Велес, но был вынужден отступить в Гранаду под натиском превосходящих сил маркиза Кадиса. По прибытии туда он обнаружил, что его свергли в пользу его племянника Абдаллаха Мухаммада. Не видя надежды на облегчение своего положения, Велес капитулировал 27 апреля при условии, что людям будут сохранены жизни, они сохранят свою собственность и религию. По мере продвижения испанской армии к Малаге капитулировали и менее значимые укрепления мавров.
Мавританский город Малага был вторым городом эмирата после самой Гранады, крупным торговым портом на Средиземном море. Город был процветающим, с элегантной архитектурой, садами и фонтанами. Город был окружен укреплениями, находившимися в хорошем состоянии. Над ним находилась цитадель (алькасаба), соединенная крытым переходом с неприступной крепостью Гибральфаро. Достаточно мощная стена окружала и предместье. К морю тянулись сады с оливками, апельсинами и гранатами, а также виноградники. Город был хорошо снабжен артиллерией и боеприпасами. В дополнение к обычному гарнизону он содержал добровольцев из других городов в регионах и корпус Гомера, опытных и дисциплинированных африканских наемников. Хамет эль-Зегри, бывший защитник Ронды, командовал обороной.

## Ход боевых действий

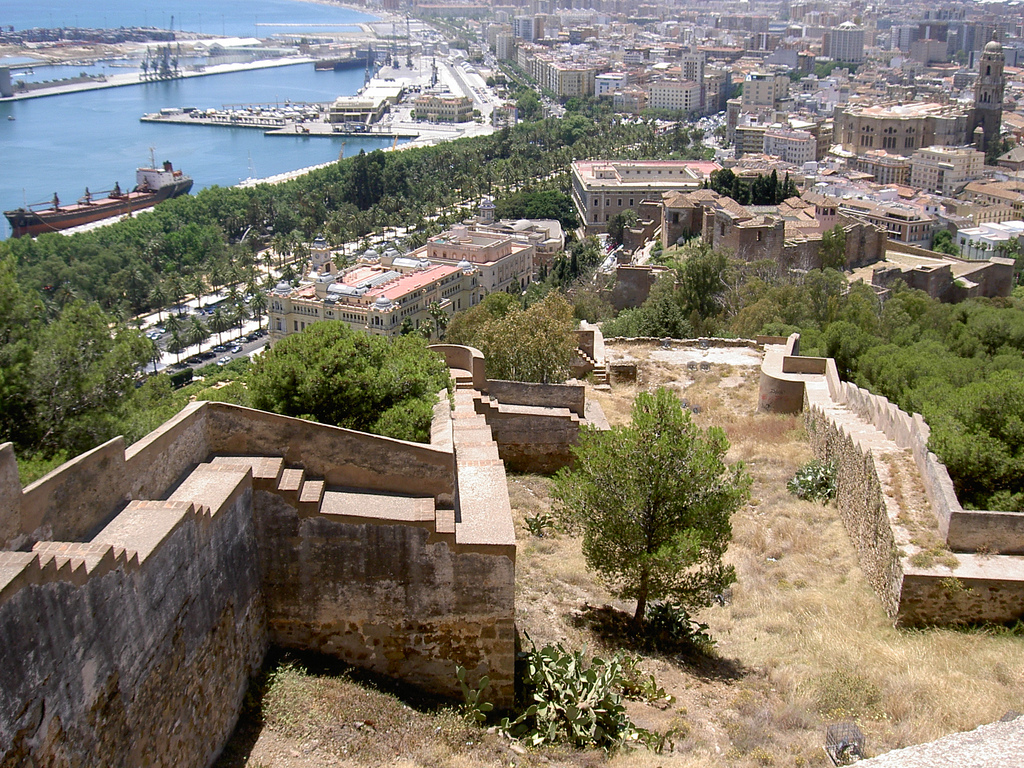
Современная Малага с крепостных валов Гибральфаро, смотрящая в сторону цитадели, видна внизу.

Ещё в Велесе Фердинанд попытался договориться о капитуляции на хороших условиях, но Хамет эль-Зегри отклонил его предложения. Фердинанд покинул Велес 7 мая 1487 года и двинулся вдоль побережья к Безмилиане, примерно в шести милях от Малаги, где дорога вела между двумя высотами, защищаемыми мусульманами. Завязался бой, который продолжался до вечера, когда христианам удалось повернуть позицию, и Насридины отступили к крепости Гибральфаро. Высота, обращенная к суше, была превращена в христианский опорный пункт, и они начали строительство для окружения города. Это были либо траншея и частокол, либо земляная насыпь, где земля была слишком каменистой для раскопок. Флотилия вооруженных кораблей, галер и каравелл, размещенная в гавани, отрезала все пути к городу с моря.
Первая атака была направлена на пригород. Они пробили стену, и после сильного сопротивления мусульмане были отброшены в город. Король Фердинанд II отправил экспедицию к руинам Альхесираса, чтобы найти каменные шары, использовавшиеся при осаде Альхесираса (1342—1344 гг.), чтобы их можно было использовать против Малаги . Королева Изабелла присоединилась к своему мужу в сопровождении своего двора и различных высокопоставленных священнослужителей, что помогло поднять боевой дух. Император Максимилиан Габсбург поддержал христианскую сторону, отрядив к Малаге два фламандских транспорта с военными припасами.
Мусульмане вели огонь из города по противостоящим рубежам и неоднократно совершали вылазки, иногда весьма серьёзные. Предпринимались попытки снять осаду извне. В частности, Мухаммад XII выслал отряд кавалерии из Гуадикса, но более крупные силы, посланные Абдаллахом, перехватили и разбили его. Чтобы закрепиться на гранадском престоле, Абдаллах отправил дорогие подарки католическим монархам и заверил их в своём дружеском расположении. Приняв подарки, монархи обещали не препятствовать мирной торговле между Гранадой и Испанией.
Как и предполагали испанцы, в осаждённом городе стало заканчиваться продовольствие. Не желая дожидаться, когда голод заставит осаждённых просить о мире, Фердинанд развернул строительство мобильных осадных башен, которые также могли использоваться для минирования. Мусульмане атаковали и разрушили башни, вытеснив силы осаждающих из-под стен крепости.
После трёх месяцев осады испанцам удалось завладеть отдаленной башней, соединенной мостом из четырёх арок с городской стеной. Это был ключевой плацдарм, из которого можно было продвигаться в город. К этому времени у населения закончились запасы еды, и оно было вынуждено есть собак и кошек, листья виноградных лоз и пальм, жевать шкуры. Видя их ужасные страдания, Хамет эль-Зегри в конце концов согласился отступить со своими войсками к Гибральфаро и позволить населению заключить соглашение с христианами. [16]

## Капитуляция (13-18 августа 1487)
После безуспешных попыток договориться об условиях представители города в конце концов безоговорочно капитулировали, сдавшись на милость Фердинанда. Ворота города распахнулись перед осаждающими 13 августа 1487 года. Цитадель продержалась до 18 августа, когда возглавлявший её оборону купец Али Дордукс сдался при условии, что двадцати пяти семьям защитников крепости будет разрешено остаться в Малаге на положении мудехаров. Фердинанд и Изабелла триумфально вступили в Малагу в тот же день, 18 августа. Крепость Гибральфаро под командованием Хамета эль-Зегри сдалась на следующий день.

## Последствия
Завоевание Малаги нанесло серьёзный удар по государству Насридов, которое потеряло свой главный морской порт. Король Фердинанд II несколько раз пытался договориться о сдаче города во время осады, но обороняющиеся неизменно отвергали его предложения. В результате завоеватели наложили на побежденную сторону суровое наказание: население было приговорено к рабству или смерти, кроме группы защитников цитадели во главе с Али Дордуксом. Хамет эль-Зегри был казнен. Оставшиеся в живых жители города (от 11 000 до 15 000 человек, не считая иностранных наёмников) были обращены в рабство, а их имущество конфисковано. Некоторых отправили на север Африки в обмен на пленных, некоторых продали для покрытия расходов на поход, а некоторых раздали идальго в качестве благодарности за доблесть.
Колонизация завоёванной территории была поручена опытным администраторам — Гарсии Фернандесу Манрике и Хуану де ла Фуэнте. Многие земли были розданы участникам похода. От 5000 до 6000 колонистов из Эстремадуры, Леона, Кастилии, Галисии и Леванта заселили окрестности Малаги, причём около тысячи из них обосновались в самом городе Малага.